# Modellorganism

Escherichia coli är en gramnegativ prokaryotisk modellorganism.

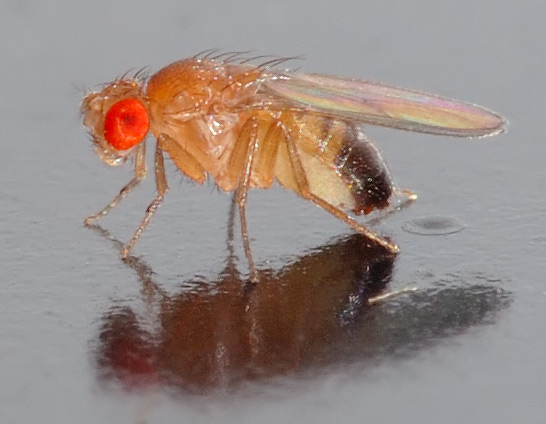
Bananfluga (Drosophila melanogaster), en av de mest välkända modellorganismerna.

En modellorganism är en icke mänsklig art som studeras ingående för att förstå speciella biologiska fenomen, med en förväntan att de upptäckter man gör hos modellorganismen skall leda till insikt om hur andra organismer fungerar. Modellorganismer är in vivo-modeller och används i stor utsträckning för att undersöka mänskliga sjukdomar, när experiment på människor är ogörliga eller oetiska. Denna strategi är möjlig tack vare att alla organismer har ett gemensamt ursprung och att  reaktionsvägar, utvecklingsvägar och genetiskt material bevarats under evolutionens gång. Att studera modellorganismer kan vara upplysande, men försiktighet är förstås nödvändig när man extrapolerar från en organism till en annan.
Det är också fördelaktigt med organismer som är lätta att domesticera. Bland modellorganismerna återfinner man bland annat majs, husmus, hund och bakterien Escherichia coli.